# Temple vaudois de Milan
Le temple vaudois de Milan (en italien tempio valdese di Milano) est un lieu de culte chrétien protestant vaudois situé dans le centre historique de la ville de Milan, en Italie. Il est rattaché à l'Église évangélique vaudoise. Le bâtiment est situé via Francesco Sforza, non loin de la basilique de Santo Stefano Maggiore.

## Histoire

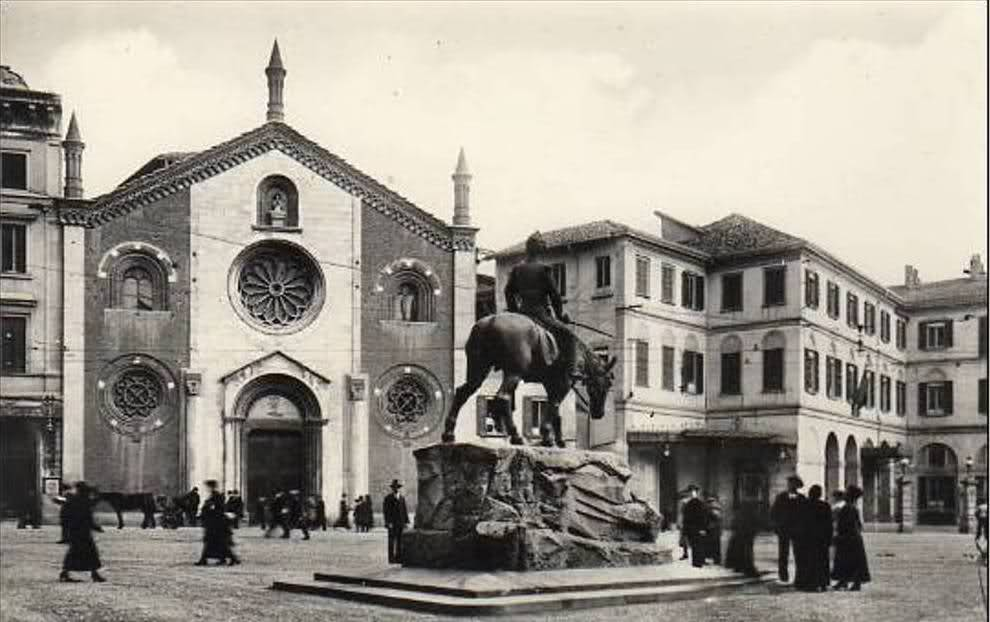
La piazza Missori et l'église San Giovanni in Conca au début du XXe siècle

En 1877, la mairie de Milan décide d'agrandir l'actuelle piazza Missori en démolissant une grande partie de la basilique de San Giovanni in Conca. Ce qu'il en reste est confiée en 1879, à l'Église évangélique vaudoise en 1879. Une nouvelle façade est alors édifiée en style néo-roman par l'architecte Angelo Colla. Le temple est inauguré le 8 mai 1881. Le clocher de la basilique est démoli en 1885. 
Après-guerre, les "exigences essentielles de viabilité" condamnent le bâtiment, qui est démoli entre 1948 et 1952 pour percer l'axe routier de la via Albricci-piazza Missori. De l'ancienne basilique, une partie seulement de l'abside et de la crypte sont sauvegardées. La communauté vaudoise construit un nouveau lieu de culte le long de la via Francesco Sforza entre 1940 et 1952, en remontant la façade du XIXe siècle de leur temple.